# Minidraadwatje
Het minidraadwatje (Trichia munda) is een slijmzwam uit de familie Trichiidae. Het leeft saprotroof op hout en dood hout van naaldomen en loofbomen.

## Kenmerken

### Uiterlijke kenmerken
Sporangia staan verspreid en zijn geelbruin tot paarsbruin van kleur. De hoogte is 0,58 tot 0,71 mm en een diameter is (0,13-) 0,19-0,27 mm. De steel is cilindrisch, roodbruin, ondoorzichtig en doorschijnend onder doorvallend licht. 

### Microscopische kenmerken
De elateren zijn heldergeel, met 3-4 gladde spiralen, ca. 4 tot 5 mm in diameter, taps toelopend naar de uiteinden. Sporen zijn bolvormig en helder geel in massa en geel onder doorvallend licht. De diameter is 9 tot 11 μm. De sporenornamentatie is wrattig.

## Verspreiding
Het minidraadwatje komt het meest voor in Europa, maar kan ook worden waargenomen in Amerika, Azië (Rusland, China, Taiwan, Japan) en Australië. In Europa zijn waarnemingen bekend uit Duitsland, Frankrijk, Noorwegen, Oostenrijk, Portugal, Spanje, Verenigd Koninkrijk en Zweden. In Nederland komt het zeer zeldzaam voor.